# Harvesting Alfalfa in New Mexico
Harvesting Alfalfa in New Mexico è un cortometraggio muto del 1912.

## Produzione
Il film, girato nel Nuovo Messico, fu prodotto dalla Selig Polyscope Company.

## Distribuzione
Distribuito dalla General Film Company, il film - un cortometraggio di cento metri - uscì nelle sale cinematografiche statunitensi il 27 settembre 1912. Nelle proiezioni, veniva programmato con il sistema dello split reel, accorpato in un'unica bobina con un altro cortometraggio prodotto dalla Selig, la commedia The Borrowed Umbrella.